# Charles Ier de Lalaing
Pour les articles homonymes, voir Charles de Lalaing.
Charles Ier de Lalaing, né en 1466 à Lille et mort le 17 juillet 1525 à Audenarde, a été créé comte de Lalaing par Charles Quint en 1522 et chevalier de la Toison d'or.

## Biographie
Né en 1466 à Lille, fils de Josse de Lalaing, il est baron d'Escornaix, Seigneur de Brade, conseiller-chambellan de Maximilien, roi des Romains, de Philippe le Beau et de Charles Quint.
Il épousa Jacqueline de Luxembourg (-1515), fille de Jacques Ier de Luxembourg (1445-1487), seigneur de Fiennes, Lottenghien, gouverneur de Douai et de Marie de Berlaimont, dame de La Hamaide et Wagienne.
À l'occasion d'un séjour de quelques semaines chez Charles Ier en 1521, le futur Charles Quint eut une fille naturelle, la future Marguerite de Parme, de Johanna van der Gheynst, la fille d'un tapissier qui était au service de Charles Ier.
Il meurt le 17 juillet 1525 dans son château d'Audenarde.

## Tombeau
Son tombeau, sculpté par Jean Mone, est conservé au musée de Douai, tout comme le gisant du monument funéraire son fils Charles II de Lalaing. Il porte l'inscription suivante : « Cy gist Monseigneur Charles, conte de Lalaing, baron d'Escornaix, seigneur de Brakele, de Saint-Aubin en Douay, etc. En son temps fut conseiller et chambellan de très haut et très puissant prinches l'empereur Maximilien, du roy Philippe de Castille et de l'empereur Charles Cinquième de ce nom, roy des Espangnes, etc. Chevalier de l'Ordre de la Thoyson d'or, capitaine et gouverneur de la ville et chasteau d'Audenarde, fist plusieurs voyages, tant en guerre qu'en paix, au service des prinches dessusditz, eubt à femme dame Jacqueline de Luxembourg, eurent plusieurs beaux enfans, et ayant toute sa vie vescut catholiquement et en vray amateur de noblesse trespassa chevalier sans reproche en l'eage de chincquante noeuf ans audit chasteau d'Audenarde, le XVIIe jour de juillet MCCCCCXXV : priez Dieu pour son ame »

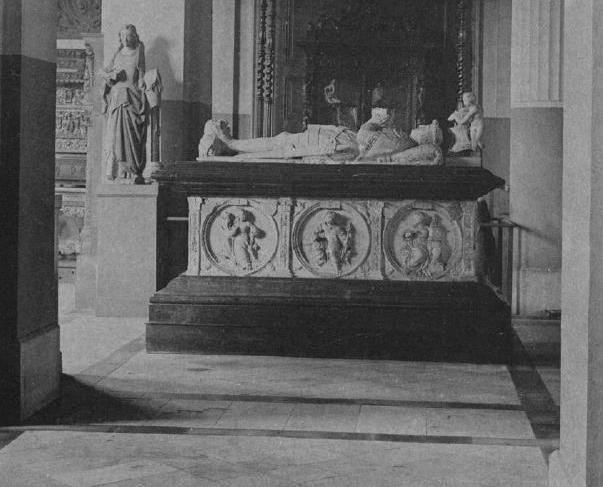
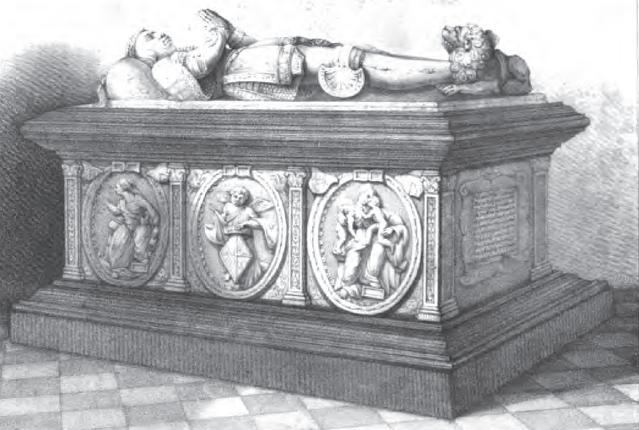
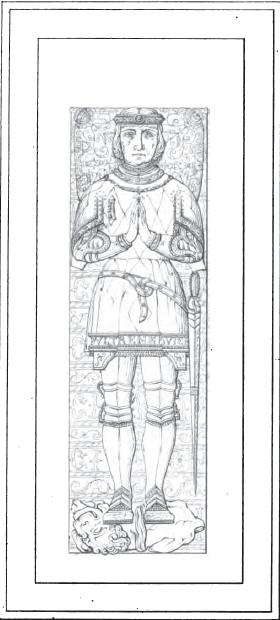
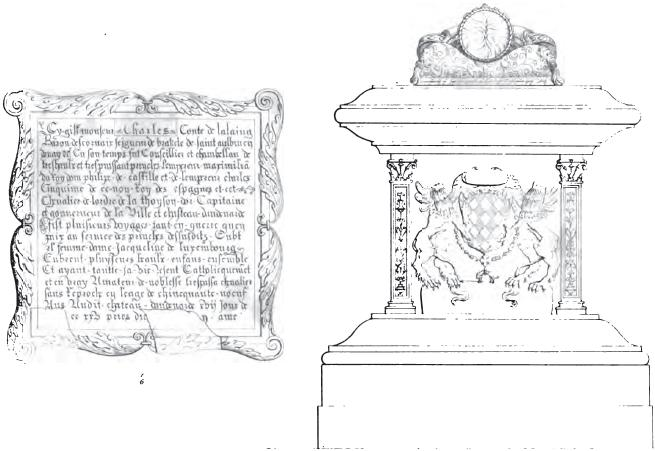

## Mariage et descendance
De son mariage avec Jacqueline de Luxembourg, ils eurent les enfants suivants :
- Jacques, tué lors du siège de Maisières (29 octobre 1521) ;
- Charles, 2e comte de Lalaing ;
- Philippe (nl), 2e comte de Hoogstraten ;
- Marguerite (8 septembre 1508 - 31 mars 1592), mariée à Erhard van Pallandt (vers 1510-1540) ;
- Anna (+ 1602), mariée avec Joost van Montfort.

Il était le frère aîné d'Antoine Ier de Lalaing.